# 尚達
尚達（1402年—？），字兼善，山東兖州府東平州人，軍籍。明朝政治人物。進士出身。

## 生平
正統三年（1438年）戊午科山東鄉試第一名。正統四年（1439年）己未科會試第二十八名，殿試登進士第二甲第三十一名，任行在工科給事中。
曾祖尚添祐。祖父尚名遠。父尚思忠。